# 朴宽贤

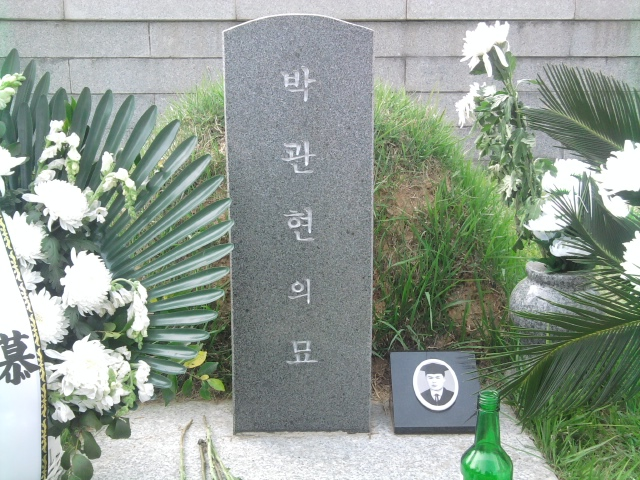
朴宽贤之墓，国立5·18民主墓地。

朴宽贤（韓語：박관현，1953年？—1982年10月12日）是韩国一位学生活动家。

## 生平
朴宽贤生于全罗南道灵光郡，1980年，当时就读于全南大学三年级的朴宽贤，作为学生会长领导了光州市民和学生反独裁统治的斗争。5·17緊急戒嚴后，戒严范围扩大至全国，保安司令部大肆逮捕民主活动家，朴宽贤离开光州逃往麗水。1982年4月8日被捕，罪名是内乱预备罪和违反戒严令，在狱中受到严刑拷打，5月4日被正式起诉，9月7日，被判处5年徒刑，随后向光州高等法院上诉，期间在狱中进行了50天绝食抗议而身亡。